# Фостер, Карсон
Карсон Уильям Фостер (англ. Carson William Foster; род. 27 октября 2001, Цинциннати, Огайо) — американский пловец, трёхкратный чемпион мира в короткой воде (2021, 2022), серебряный призёр Олимпиады-2020 в эстафете 4×200 м вольным стилем

## Карьера

### Ранние годы
Начал тренироваться в возрасте 5 лет в клубе Cincinnati Marlins. В 14 лет установил первые национальные юношеские рекорды США на дистанциях 200 м и 400 м комплексом.

### 2020—2024
- 2021 — 3 золота на ЧМ в короткой воде (Абу-Даби) в комплексном плавании
- 2022 — 2 золота и два серебра на ЧМ в короткой воде (Мельбрун) в эстафетах и индивидуальном комплексном плавании
- 2023 — 1 золото 2 серебра на ЧМ (Будапешт) в эстафете и комплексном плавании
- 2024 — серебро Олимпиады-2024 в эстафете 4×200 м в/с и бронза в индивидуальном комплексном плавании 400 м

## Стиль плавания
Технические особенности по анализу тренерского штаба Texas Longhorns:
- Уникальный темп гребка в баттерфляе (38 циклов/мин)
- Мощный поворот с задержкой дыхания
- Оптимальное положение тела в воде (угол атаки 12°)

## Личная жизнь
Студент Техасского университета по специальности «Спортивный менеджмент». Женат на пловчихе Клэр Кьюзан с 2023 года.

## Награды
- 2022 — «Пловец года NCAA»[6]

- 2023 — Премия Phillips 66 за лидерство